# Lulla
Lulla – wieś w powiecie Tab w komitacie Somogy na Węgrzech.